# Hermeneutik
 Denne artikel bør gennemlæses af en person med fagkendskab for at sikre den faglige korrekthed.

Ordet hermeneutik stammer fra græsk og betyder fortolke eller oversætte og var oprindeligt en teologisk opfindelse. Hermeneutik er både læren om at fortolke teksters mening og en filosofisk retning grundlagt af Hans-Georg Gadamer.

## Hermeneutik i filosofien
Friedrich Schleiermacher undersøgte forståelsens problem ikke kun i forhold til Bibelen men som et generelt fænomen. Wilhelm Dilthey videreudviklede Schleiermachers ideer. Begrebet "den hermeneutiske cirkel" stammer fra Dilthey. Martin Heidegger generaliserede Diltheys ideer og forbandt dem med mange andre ideer. Hans-Georg Gadamer udviklede en systematisk teori for forståelsen. Hans teori er den mest udbredte og den mest gennemarbejdede. En anden elev af Heidegger er Paul Ricoeur. Otto Friedrich Bollnow har også videreudviklet Diltheys ideer.
Den filosofiske hermeneutik har fundet bred udbredelse og bruges fx i musikteori.

## Hermeneutikken i samfundsvidenskaben
Inden for samfundsvidenskaben debatteres det, hvorvidt sociale forhold skal forklares eller forstås. Forklaringstilgangen lægger vægt på naturvidenskabelige principper og vil for så vidt muligt opstille kausale love for sociale fænomener. Den forståelsesorienterede tilgang lægger derimod vægt på tolkning. Denne sidste tilgang kaldes for hermeneutik. Ifølge den hermeneutiske tilgang giver det ikke mening at forsøge at bruge naturvidenskabens metoder i samfundsvidenskaben, da objektet, der undersøges, i sidste instans altid er tænkende individer med en egen fri vilje. Kausale love vil således ikke kunne opstilles, da et individ, modsat eksempelvis et atom, altid vil kunne vælge forskellige handlingsmønstre. Det vigtige bliver dermed at forstå, hvorfor individer vælger, som de gør. Metodisk er tilgangen derfor oftest mere kvalitativt orienteret end den kvantitative naturvidenskabelige metode.
Hermeneutikken har det til fælles med naturvidenskaben, at man søger at opstille hypoteser om det foreliggende materiale og derefter sammenligner de logiske konsekvenser af hypotesen på materialet. Hermeneutikken er således forstået den hypotetisk-deduktive metode anvendt på meningsfuldt materiale. Dette postulat kan der dog sås tvivl om. Da hermeneutikken ikke opererer med et begreb om, hvad der er sandt eller falsk, er det ikke muligt at anvende den hypotetisk-deduktive metode, da den kræver, at udsagnene enten er sande eller falske. Ligeledes er fordomme inden for den filosofiske hermeneutik en del af selve det at være. Derfor lader disse sig ikke erstatte af hverken gisninger eller hypoteser.

### Den dobbelte hermeneutik
Inden for samfundsvidenskaben tales det om en særlig problematik i forbindelse med hermeneutik kaldet den dobbelte hermeneutik. Positivismen anser forskeren som en neutral agent, der undersøger verden, men inden for hermeneutikken påpeges det, at observationer altid vil være præget af forskerens egen forståelse af det, der observeres. Dermed kommer forskeren til at fortolke det, der allerede er fortolket og kan således aldrig tilnærme sig verden som neutral observatør. Ved at fortolke verden er forskeren desuden med til selv at konstruere en forståelse af denne, som også vil kunne præge fremtidige fortolkninger. Således bliver samfundet dobbelt fortolket.

## Hermeneutikken i psykologi
Hermeneutik er en af to grundholdninger i psykologi. Det centrale i hermeneutikken inden for psykologien er at se på det hele menneske. En grundbetragtning her er, at menneskets sind ikke kan beskrives ud fra statistik og tal som i positivismen. Dataindsamlingen kan her ikke foregå med spørgeskema, men ved interview og observation. En neurose er forårsaget af patientens egen fortolkning af verden, og behandlingens mål inden for hermeneutisk psykologi er derfor at omlægge eller ændre denne fortolkning. Hermeneutikkens modstykke inde i psykologien er positivisme.

## Hermeneutiske metoder i kunst
- Pragmatisk tekstanalyse
- Billedanalyse